# Val Loga
La Val Loga è un bacino vallivo laterale della Valle Spluga, nel comune di Madesimo, provincia di Sondrio (Lombardia).
Si stacca dalla valle principale sulla destra idrografica in corrispondenza della piana ove sorge il villaggio di Montespluga, sulla riva settentrionale dell'omonimo bacino artificiale.
Lunga circa 5 km, e solcata sul suo fondo dal torrente Loga (conosciuto come Liro), penetra verso occidente con andamento lineare salendo alla catena di confine tra Italia e Svizzera tra la mole del Pizzo Tambò e le poco pronunciate Cime di Val Loga; di queste, i contrafforti della cima meridionale la separano dalla testata della Val Schisarolo, dalla quale è separata anche dalla lunga cresta detta del Carden, mentre a settentrione è il variegato versante est del Pizzo Tambò a fare da margine vallivo. Il confine sommitale della Val Loga ospita i seguenti valichi: la Bocchetta del Ferré, a 2.721 m, che la mette in comunicazione con la citata Val Schisarolo ed è frequentato passaggio per l'ascensione da Montespluga verso il Pizzo Ferré; il Passo di Val Loga a 2.923 m, e il Passo degli Zocconi a 2.922 m, antichi passaggi di contrabbandieri che presentano caratteristiche più alpinistiche e consentono l'accesso alla parte alta della Val Curciusa (Canton Grigioni).
La valle, nella parte bassa gradevolmente ampia e assai ricca di pascoli, offre più marcati aspetti d'alta quota al crescere dell'altitudine, con vaste pietraie; alcuni nevai e placche ghiacciate che permangono spesso per l'intero anno alla sua testata ricordano la presenza di un ghiacciaio ormai da tempo estinto, denominato Vedretta di val Loga. È nota meta escursionistica estiva e scialpinistica invernale, ospitando al margine inferiore del suo circo sommitale il bivacco Val Loga, a 2.773 m, il quale, nonostante sia comunemente conosciuto come “bivacco Cecchini” o "del Tambò", risulta piuttosto lontano da questa vetta e disagevole per la sua salita, essendo invece logisticamente assai più utile come appoggio per la classica ascensione al Pizzo Ferré.